# ایوان کرال
ایوان کرال (چکی: Ivan Král; ۱۲ مهٔ ۱۹۴۸ – ۲ فوریهٔ ۲۰۲۰) آهنگساز، فیلمساز، تهیه‌کننده موسیقی، نوازنده گیتار باس، و خواننده و ترانه‌سرای اهل ایالات متحده آمریکا بود. او متولد جمهوری چک بود. او در ژانرهای مختلف از جمله پانک، راک، جاز، سول، کانتری و موسیقی موسیقی کار کرد. او در سال ۲۰۲۰ و در سن ۷۱ سالگی بر اثر سرطان درگذشت.